# Девід Белл (хокеїст на траві)
Девід Белл (англ. David Bell, 11 березня 1955) — австралійський хокеїст на траві.
Срібний призер Олімпійських Ігор 1976 року, учасник 1972, 1984 років.